# Daskalovo, Kărdjali
Daskalovo (în bulgară Даскалово) este un sat în comuna Cernoocene, regiunea Kărdjali,  Bulgaria. 

## Demografie
Componența etnică a satului Daskalovo
     Turci (100%)
     Nicio identificare (0%)
     Altele (0%)
La recensământul din 2011, populația satului Daskalovo era de 361 locuitori. Din punct de vedere etnic, majoritatea locuitorilor (100,0%) erau turci. Pentru 0,0% din locuitori nu este cunoscută apartenența etnică.